# Mechtylda holsztyńska

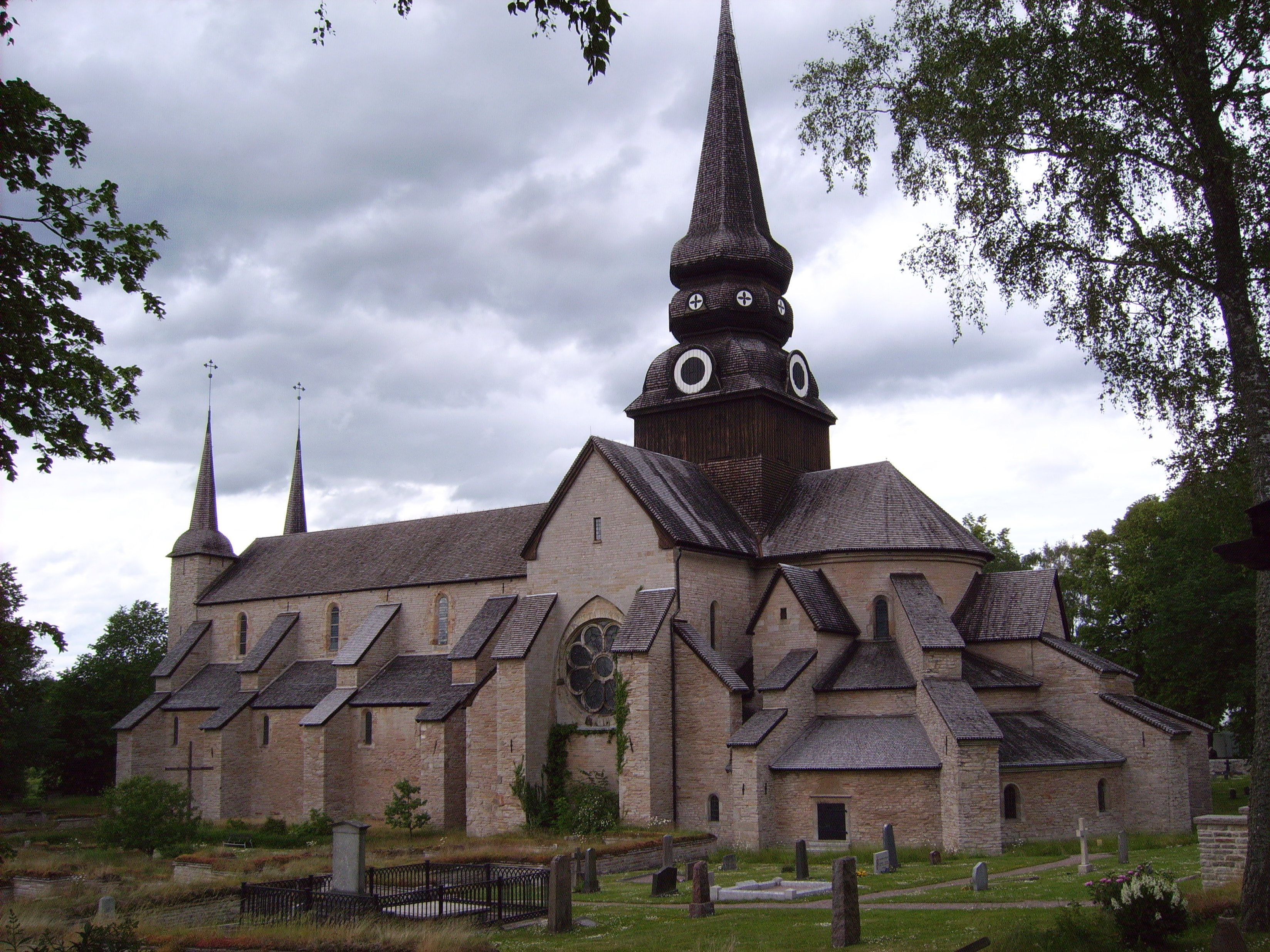
Kościół klasztoru w Varnhem, gdzie pochowana została królowa Mechtylda

Mechtylda, Matylda holsztyńska (duń. Mechtild af Holstein) – królowa Danii (zm. 1288 w Kilonii).
Była córką hrabiego Holsztynu Adolfa IV (zm. 1261) i jego żony Jadwigi z Lippe. Jako dziecko została z przyczyn politycznych zaręczona z ks. duńskim Ablem, późniejszym królem Danii. Ich ślub odbył się w 1237. Królową została w 1250, kiedy po zamordowaniu Eryka IV tron przypadł jego bratu i mężowi Mechtyldy, Ablowi. Mechtylda i Abel zostali koronowani w 1250, jednak jako miejsce koronacji jedne źródła podają Roskilde, inne Lund, który w tym czasie był miejscem duńskich koronacji. Po śmierci męża (1252) Mechtylda wróciła do Holsztynu, a w 1261 wyszła za mąż za jarla Birgera i zamieszkała w Szwecji. Z kolei po jego śmierci wróciła ponownie do Holsztynu, gdzie zmarła. Została jednak pochowana razem z drugim mężem w klasztorze w Varnhem w Szwecji.

## Potomstwo Mechtyldy i Abla
- Waldemar (ok. 1238-1257), książę Szlezwika, pretendent do tronu duńskiego;
- Eryk (ok. 1240-1272), książę Szlezwika;
- Abel (ok. 1242-1279).